# アスターの詩
『アスターの詩』は日本のロックバンド、Yullie-Echoが2017年8月22日に発売したEP。

## 概要
- Yullie-Echo初のCDリリース。本作にはデビュー曲である『翳り』含む5曲が収録された。

## 収録曲
1. 赦せるように
  - リリース後の2018年にライブ映像がYouTubeに投稿された。
2. 翳り
  - Yullie-Echoのデビュー曲。
3. Ostentar
  - フルアルバム「Cooee」に8bit風のアレンジが施されたリミックス版が収録された。
4. Madder
5. アスター
  - 本作のメイントラック。リリースに先駆けてMVが投稿された。